# Distrito de Buzău
Buzău es un distrito (judeţ) de Rumania, en la región histórica de Muntenia, de Rumania cuya capital es Buzău.

## Distritos vecinos
- Brăila al este.
- Prahova y Braşov al oeste.
- Covasna y Vrancea al norte.
- Ialomiţa al sur.

## Demografía
En 2002, tenía una población de 496.214 habitantes y una densidad de población de 81 hab/km².
- rumanos - 97%.
- Romas - menos del 3% declarados, y otros.

## Geografía
Este distrito tiene una área total de 6.103 km².
En la parte norte hay montañas, así como desde la parte sur hasta los Cárpatos occidentales —los montes Vrancea y los montes Buzău— con cimas por encima de los 1700 m. Las cumbres decrecen en el sur y en el este continúa el declive en las colinas subcarpatianas hasta los 80 m de la llanura de Bărăgan.
El principal río que atraviesa el distrito es el río Buzău, que reúne a muchos arroyos de las montañas y corrientes hasta el este, hasta el río Siret. El área es propensa a las inundaciones, como la del verano 2005 que destruyó la carretera principal y los puentes del ferrocarril en Mărăcineni al norte de Buzău.

## Economía
Las industrias predominantes del distrito son:
- Componentes mecánicos, de automoción y del ferrocarril
- Metalurgia.
- Vidrio
- Alimentación.
- Textil.
- Madera.

El relieve accidentado es muy apropiada para el cultivo de vid y huertos frutales. Sal y aceite son los principales recursos naturales obtenidos en la región.

## Turismo

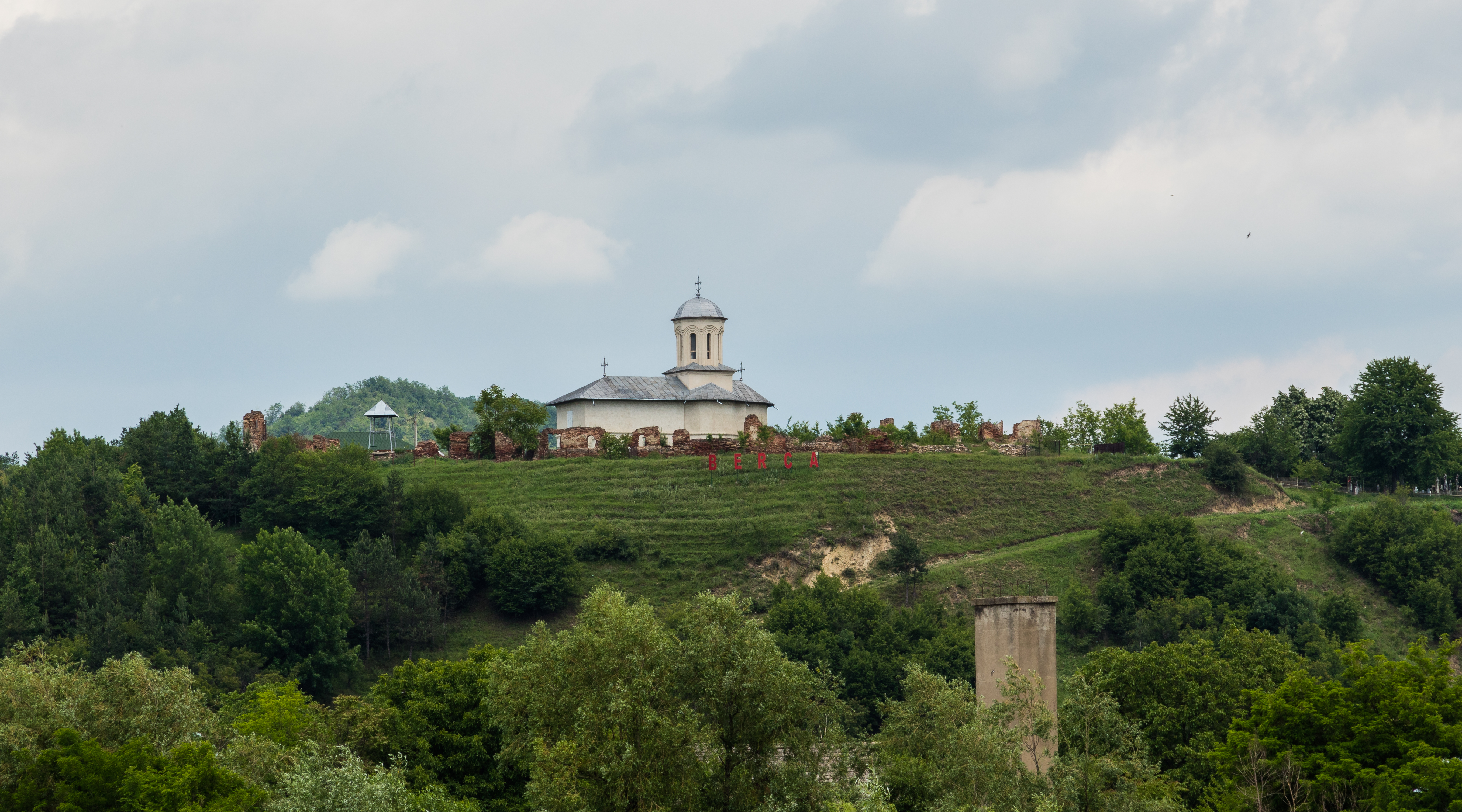
Monasterio iglesia, Berca.

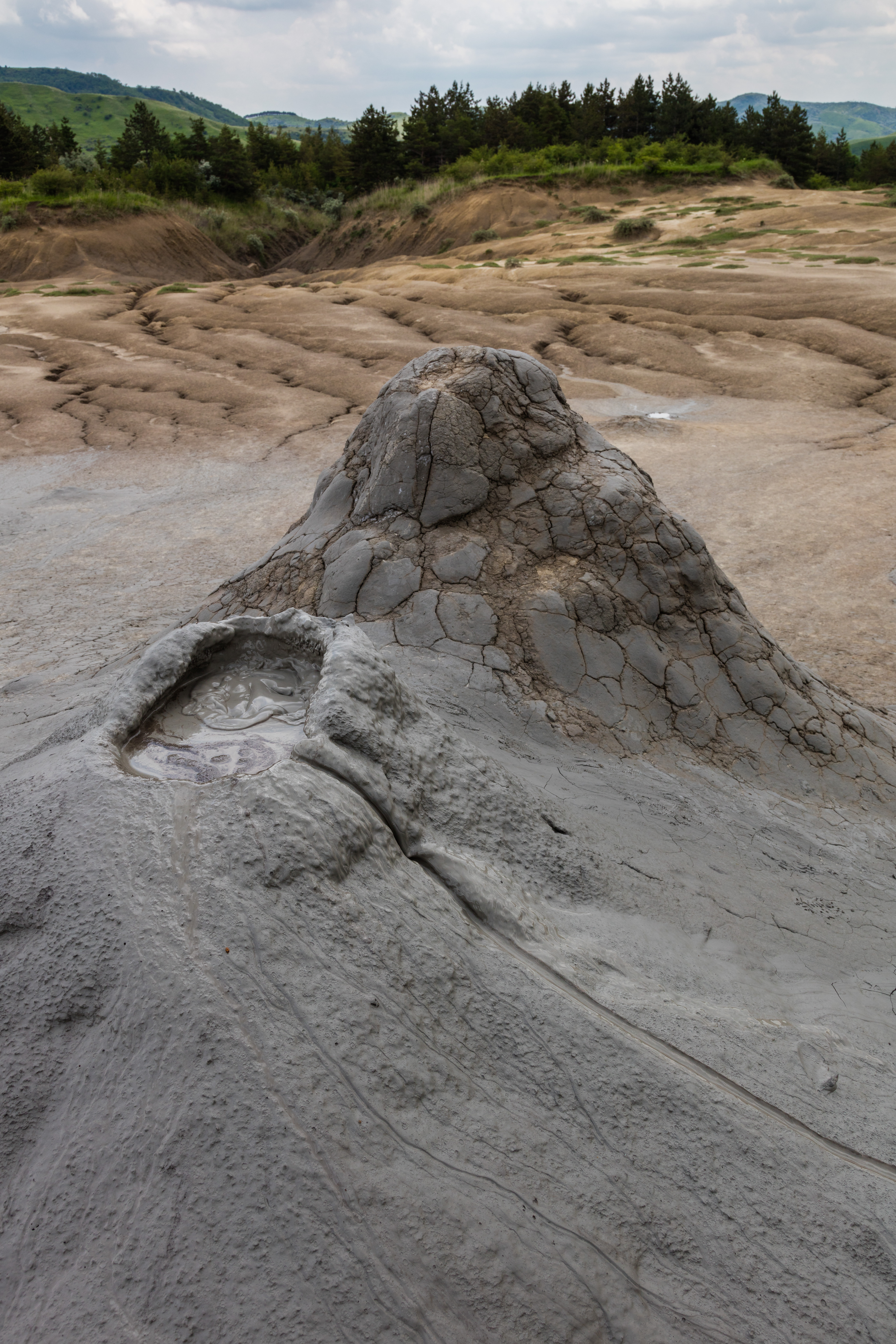
Volcanes de lodo, Buzau.

Los principales destinos turísticos son:
- La ciudad de Buzău.
- Los montes Vrancea y los montes Buzău.
- Los volcanes de lodo de Berca)
- El monasterio Ciolanu
- El monasterio Răteşti
- Los lagos de Balta Alba y Amara.
- Sărata-Monteoru.
- La tumba del soldado calvo.

## Divisiones administrativas
El distrito tiene 2 ciudades con estatus de municipiu, 3 ciudades con estatus de oraș y 82 comunas.

### Ciudades con estatus demunicipiu
- Buzău
- Râmnicu Sărat

### Ciudades con estatus deoraș
- Nehoiu
- Pogoanele
- Pătârlagele

### Comunas
| - Aldeni - Amara - Bălăceanu - Balta Albă - Beceni - Berca - Bisoca - Blăjani - Boldu - Bozioru - Brădeanu - Brăeşti - Breaza - Buda - C.A. Rosetti - Calvini - Căneşti - Cătina - Cernăteşti - Chiliile | - Chiojdu - Cilibia - Cislău - Cochirleanca - Colţi - Costeşti - Cozieni - Florica - Gălbinaşi - Gherăseni - Ghergheasa - Glodeanu Sărat - Glodeanu-Siliştea - Grebănu - Gura Teghii - Largu - Lopătari - Luciu - Măgura | - Mărăcineni - Mărgăriteşti - Mânzăleşti - Merei - Mihăilești - Movila Banului - Murgeşti - Năeni - Odăile - Padina - Pardoşi - Pănătău - Pârscov - Pietroasele - Podgoria - Poşta Câlnău - Puieşti - Racoviţeni - Râmnicelu | - Robeasca - Ruşeţu - Săgeata - Săhăteni - Săpoca - Săruleşti - Scorţoasa - Scutelnici - Siriu - Smeeni - Stâlpu - Tisău - Topliceni - Ţinteşti - Ulmeni - Unguriu - Vadu Paşii - Valea Râmnicului - Valea Salciei | - Vâlcelele - Verneşti - Vintilă Vodă - Vipereşti - Zărneşti - Ziduri |